# وولدمارس پلاده
وولدمارس پلاده (لتونیایی: Voldemārs Plade; ۲۴ دسامبر ۱۹۰۰ – ۲۷ ژانویهٔ ۱۹۶۱) بازیکن و مربی فوتبال اهل لتونی بود.
وی همچنین در تیم ملی فوتبال لتونی بازی کرده‌است.